# اختبار الغلوكوز التال للأكل

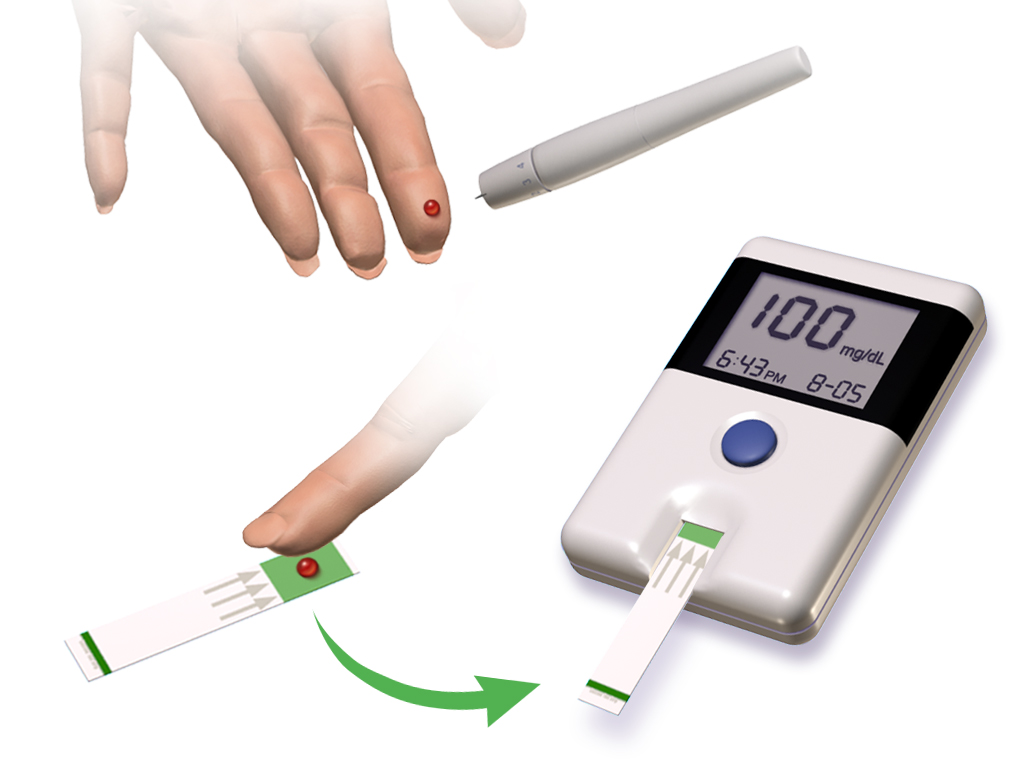
جهاز إلكتروني لقياس نسبة السكر بالدم.

اختبار الغلوكور التالي للأكل (بالإنجليزية: Postprandial glucose test)‏ هو اختبار غلوكوز، تؤخذ عينة الدم بعد الأكل بساعتين، حيث يستعمل لتحديد كميِّة نوع من أنواع السكر ويسمى سكر غلوكوز في الدم، بعد تناول وجبة طعام تقوم الأطعمة التي تحتوي على سكريات بمد الجسم بسكر الغلوكوز، والذي يعتبر المصدر الأهم للطاقة المستخدمة في الجسم طبيعياً، يرتفع مستوى الغلوكوز في الدم قليلاً بعد تناول الطعام. وهذا الارتفاع يساعد البنكرياس لإفراز إنسولين، والذي بدوره يهيئ الجسم لإزالة الغلوكوز من الدم وتخزينه على شكل طاقة.
الأشخاص المصابون بالسكري، ربما لا تستطيع اجسامهم إفراز الانسولين أو الاستجابة له بشكل صحيح، وهذا الخلل يؤدي إلى بقاء مستوى الغلوكوز مرتفعاً في الدم. إن بقاء مستوى السكر مرتفعاً في الدم قد يؤدي مع مرور الوقت، إلى تدمير أعضاء الجسم مثل العينين، الكليتين، الأعصاب، والأوعية الدموية.
إن فحص الغلوكوز في الدم ما بعد الأكل بساعتين، يقوم على مبدأ قياس مستوى الغلوكوز بالدم بعد ساعتين بالضبط من تناول الوجبة. ويتم تحديد الساعتين فور البدء بتناول الوجبة. بعد مرور الساعتين، من المفترض أن ينخفض مستوى السكر إلى مستوياته الطبيعية لدى الأشخاص السليمين، لكنه قد يبقى مرتفعاً لدى الأشخاص المصابين بالسكري. لذافهذا الفحص يقوم بشكل تقريبي بتحديد ما إذا كان الشخص مريضاً بالسكري أم لا، أو الكشف عن التزام المريض وضبطه لمستوى السكر في جسمه.

## الهدف منه
- مراقبة علاج السكري وتقييمه.[1]
- فحص سكري الحوامل.[1]
- فحص حالات نقص سكر الدم.[1]

## طريقة الفحص
لفحص السكرما بعد الاكل بساعتين، يتم سحب عينة الدم بعد ساعتين بالضبط من تناول وجبة الطعام، إن فحص الدم منزلياً هي الطريقة الأكثر .
يقوم شخص مؤهل طبياً لسحب الدم بالخطوات التالية:
- ربط الجزء العلوي من الذراع لإيقاف تدفق الدم، وهذا يؤدي لجعل الأوردة أكبر مما يسهل دخول الإبرة إلى الوريد.
- مسح الذراع ب 70% من كحول الايسوبروبل.
- ادخال الإبرة في الوريد بزاوية 10- 30 درجة.
- وضع الانبوبvacutainer tube) ) :هو انبوب مفرغ من الهواء ذو غطاء، مخصص لتسهيل انتقال كمية محددة من الدم في المكان المخصص له من الإبرة vacutainer holder))) إلى حين امتلاءه بالدم.
- إزالة الربط عن الذراع عندما يمتلئ الأنبوب بالدم.
- وضع القليل من القطن أو الشاش على مكان الإبرة خلال ازالتها من الذراع.
- الضغط على المكان ومن ثم وضع لاصق جروح.

غالباً ما تكون النتائج جاهزة خلال ساعة إلى ساعتين، قد تختلف مستويات غلوكوز الدم قليلاً ما بين تلك التي تؤخذ من الوريد (والتي تسمى قيمة بلازما الدم) وتلك التي تؤخذ من الاصبع.

## المعدلات الطبيعية
الجمعية الأمريكية للسكري تنصح بمستويات أقل من 140 ملغ/د.لتر، بينما مبعدلات قبل الأكل يجب أن تكون 90-130 ملغ/د.لتر.
المستويات العالية تدل على الإصابة بالسكري، لكن هذا التحليل لا يستخدم للتشخيص.